# Eugênio Giordani

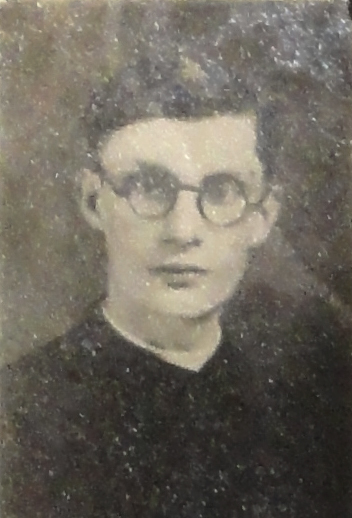
O padre Giordani quando jovem.

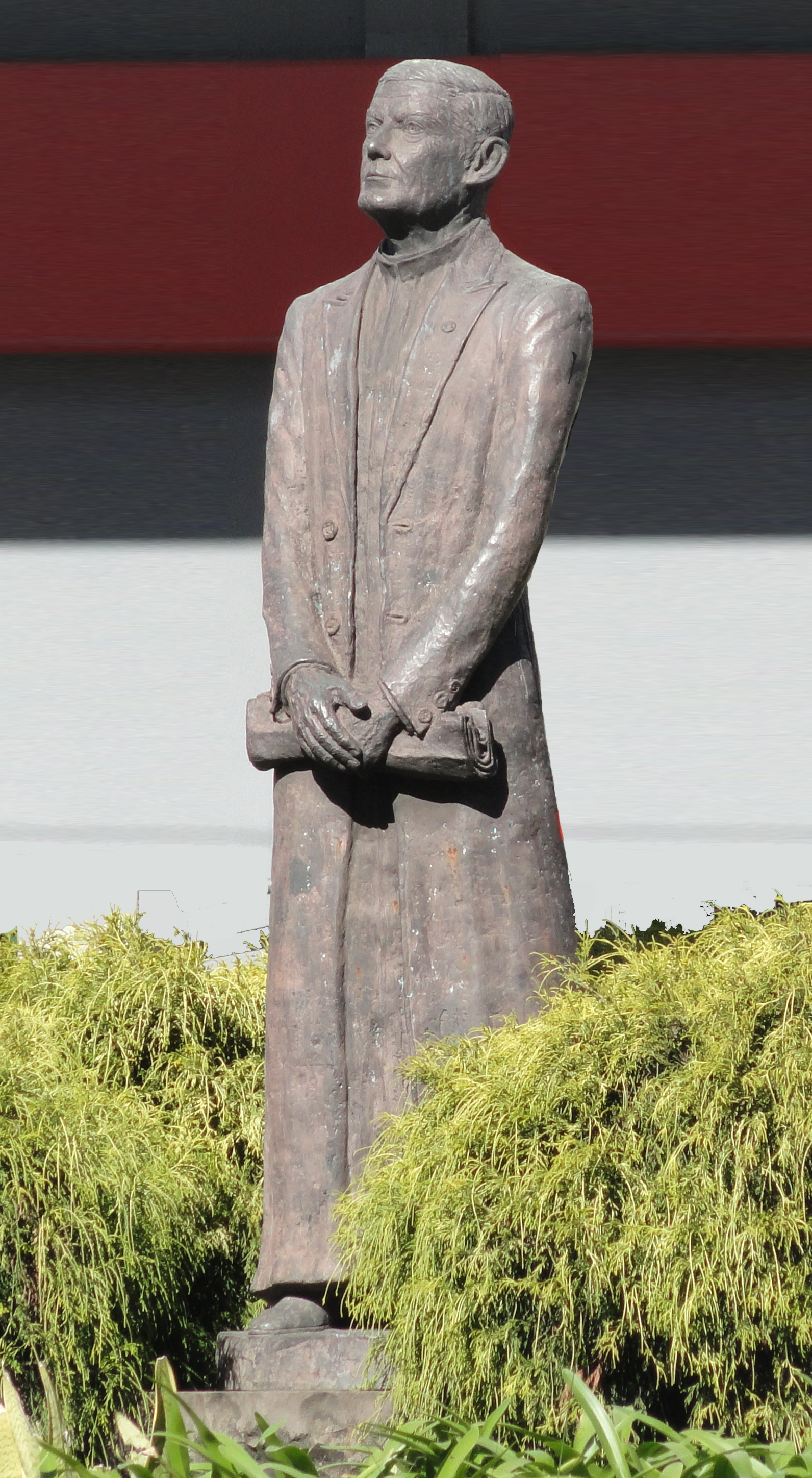
Monumento ao padre Giordani defronte à Igreja de São Pelegrino.

Eugênio Ângelo Giordani (Encantado, 10 de julho de 1910 — Caxias do Sul, 6 de março de 1985) foi um professor, político e padre católico brasileiro. Ganhou notoriedade como uma das principais lideranças comunitárias de Caxias do Sul em meados do século XX.
Foi o primeiro pároco da Paróquia de São Pelegrino, criada pelo bispo dom José Barea em 27 de fevereiro de 1942 com o desmembramento da Paróquia da Catedral, e ali atuou até falecer. Promoveu a construção da Igreja de São Pelegrino, substituindo uma capela fundada em 1891 pelos imigrantes Rafael Buratto e sua esposa Amália Sartori a partir da doação de uma imagem do santo por Salvador Sartori, pai de Amália, e que havia sido ampliada em 1938. A pedra fundamental foi lançada em 19 de março de 1944, sendo inaugurada com grande pompa em 2 de agosto de 1953. O padre também organizou os trabalhos de sua decoração interna, afamada pelo grande ciclo de afrescos e telas de Aldo Locatelli e seu colaborador Emilio Sessa. Em função da importância dessa decoração, que é tida como o principal legado artístico de Locatelli, em 1964 Giordani fundou a Associação de Cultura e Arte Aldo Locatelli, dedicada a preservar a memória do artista. A Igreja de São Pelegrino tornou-se uma das grandes atrações turísticas da cidade e foi declarada Patrimônio Cultural do Estado em 2000. Em 2003 seus 50 anos de inauguração foram homenageados na Câmara dos Deputados em Brasília.
A despeito de sua condição de eclesiástico, foi ativo também na política, sendo vereador pelo Partido Democrático Cristão em duas legislaturas entre 1956 e 1963, fato raríssimo na história política do estado. Segundo o historiador Alvino Brugalli, "Giordani costumava defender que os princípios filosóficos de uma política sadia são semelhantes à doutrina cristã, pois visam ao bem comum, à igualdade e à promoção social". Porém, tinha opiniões fortes e desencadeou muitas polêmicas na cidade pelo seu conservadorismo, gerando folclore, Era um paladino intransigente da moral tradicional, proibia as mulheres de entrar na igreja sem véu e usarem roupas decotadas, condenava o aborto, o divórcio e a liberdade sexual, os movimentos progressistas e liberais, as esquerdas em geral e particularmente o comunismo, do qual era ferrenho opositor, e tampouco aceitava algumas das reformas da Igreja Romana, como a dispensa do uso da batina. Seu discurso e posturas exerciam influência sobre políticos, empresários e sindicatos patronais, bem como sobre os católicos tradicionalistas, tendo significativa penetração na sociedade e sendo um agente essencial na articulação das relações da Igreja com o empresariado. No tempo da ditadura militar foi um grande apoiador do regime. Conseguiu aprovar na Câmara uma moção de repúdio à visita de Luis Carlos Prestes à cidade e atuou como informante dos comandos militares a respeito de possíveis subversivos. Em vista disso, sofreu repreensões do bispo dom Benedito Zorzi.
Como professor por muitos anos deu aulas de latim, história do Brasil e ciências no Colégio São Carlos, do qual foi um dos fundadores junto com as irmãs carlistas, mantenedoras do educandário. Tinha grande interesse pela educação em geral, apoiou a instalação no bairro dos irmãos lassalistas e colaborou na construção das escolas Madre Joana de Camargo, Ana Fadanelli e Dom Vital, hoje escolas públicas. Também foi um dos fundadores do Convento Carmelita, e engajou-se em inúmeras ações assistencialistas, promovendo doação de roupas e mantimentos para os pobres, ajudando doentes e comunidades carentes e organizando loteamentos para habitação popular. Liliane Viero Costa o considera um "precursor dos direitos sociais e defensor dos direitos humanos. Os atos sociais que ele realizava eram pautados pelos princípios de vida. Era uma pessoa preocupada com a educação dos jovens, buscando a construção de escolas na cidade, e solucionando problemas nos bairros pobres de Caxias do Sul. Lutava pela habitação popular e pela implantação de centros de saúde".
Segundo Rodrigo Lopes, a história do bairro São Pelegrino está tão impregnada de sua presença "que hoje é impossível falar nele e não associá-lo a Eugênio Ângelo Giordani, ou simplesmente padre Giordani". Valdir dos Santos o chamou de "líder comunitário incansável e de larga folha de serviços prestados", e para Roni Rigon ele foi "uma das maiores lideranças comunitárias e religiosas da cidade". Pela sua atuação marcante em vários níveis, o padre foi homenageado com um monumento, criado pelo escultor Bruno Segalla. Foi homenageado pela Câmara Municipal com a atribuição de seu nome a um largo diante da igreja, onde está seu monumento, com o título de Cidadão Caxiense e com a Honraria Especial Aldo Locatelli: 100 anos de história e legado. Em pesquisa de opinião desenvolvida em 1999 junto a 100 líderes comunitários de diferentes áreas por acadêmicos do Curso de Jornalismo da Universidade de Caxias do Sul, foi eleito uma das 30 Personalidades de Caxias do Sul — Destaques do Século XX. Em Encantado seu nome batiza uma rua. Seu legado é preservado na Casa de Memória da Paróquia de São Pelegrino.